# Краще подзвоніть Солу (3 сезон)
Третій сезон американського драматичного телесеріалу «Краще подзвоніть Солу», прем'єра якого відбулася 10 квітня 2017 року, а завершився він 19 червня 2017 року. Сезон складався з десяти епізодів, і він транслювався у США щопонеділка на каналі AMC. Серіал є спінофом серіалу «Пуститися берега», і його авторами стали Вінс Ґілліґан та Пітер Ґулд, обидва з яких працювали над серіалом «Пуститися берега».
Дія третього сезону розгортається відразу після подій другого сезону, дії якого відбувалися у 2002 році. На завершення третього сезону настає 2003 рік. Боб Оденкерк знову повторює роль Джиммі Мак-Ґілла, адвоката, який ворогує зі своїм братом-адвокатом Чаком (Майкл Маккін), який вважає Джиммі непридатним і некваліфікованим адвокатом, і він планує позбавити його адвокатської практики. Джонатан Бенкс також знову виконує роль Майка Ермантраута, який перебуває в партнерстві з Густаво Фрінгом (Джанкарло Еспозіто), тоді як Начо Варґа (Майкл Мендо) планує вбити їх суперника, Гектора Саламанку (Марк Марголіс).
Третій сезон «Краще подзвоніть Солу» отримав схвальні відгуки від критиків, а також вісім номінацій на 69-й церемонії премії «Еммі», одна з яких — найкращий драматичний серіал.

## Виробництво

### Кастинг
Третій сезон «Краще подзвоніть Солу» підкреслює повернення кількох оригінальних акторів із серіалу «Пуститися берега», насамперед Джанкарло Еспозіто (Гус Фрінг), що з'явився в другому епізоді, «Свідок». В інтерв'ю AMC, Еспозіто висловив захоплення з приводу свого повернення у всесвіт серіалу «Пуститися берега», сказавши:
|  | «Я дуже схвильований. Я на сьомому небі від щастя. Я дуже люблю цю сім'ю кінематографістів. Я знаю, що «Краще подзвоніть Солу» трохи інше шоу, ніж «Пуститися берега», і мені подобається успіх, який у нього був. У цьому шоу такий чудовий хист. Боб Оденкерк просто чудовий. Очевидно, що можливість розповісти дещо про передісторію Гуса і про те, як він прийшов до влади — це те, що я завжди хотів дослідити дуже тонким способом у потрібному місці». Він також сказав про відмінність Гуса з «Краще подзвоніть Солу» від Гуса з «Пуститися берега»: «трохи свіжіший, трохи менш пересичений... Я хотів, щоб він був трохи оптимістичнішим, трохи енергійнішим, можливо, не таким рішучим у деяких своїх діях, тому він Гус, якого ми ніколи раніше не зустрічали». |

Весь основний акторський склад повернувся цього сезону. Боб Оденкерк у ролі Джиммі Мак-Ґілла, Джонатан Бенкс у ролі Майка Ермантраута, Рей Сігорн у ролі Кім Векслер, Патрік Фабіан у ролі Говарда Гемліна, Майкл Мендо у ролі Начо Варґа та Майкл Маккін у ролі Чака Мак-Ґілла, старшого брата Джиммі. Це був перший сезон «Краще подзвоніть Солу», де Джанкарло Еспозіто вказаний як член основного акторського складу.

### Зйомки
Дія «Краще подзвоніть Солу» розгортається в Альбукерці, Нью-Мексико, там же і знімають серіал, так само як і його попередник.
У першій сцені першого епізоду цього сезону, Джиммі використовує свій псевдонім Джин Такович під час роботи в Cinnabon в торговому центрі Омахи, Небраска. Дії сцени Cinnabon у «Краще подзвоніть Солу» розгортаються в Омасі, але вона була знята в торговому центрі Cottonwood Mall в Альбукерці, Нью-Мексико.

## В ролях

### Основний склад
- Боб Оденкерк у ролі Джиммі Мак-Ґілла, адвоката, який ворогує зі своїм братом Чаком.
- Джонатан Бенкс у ролі Майка Ермантраута, колишнього співробітника поліції Філадельфії, який залучений до ворожнечі з родиною Саламанка після того, як вони загрожували його родині.
- Рей Сігорн у ролі Кім Уекслер, близького друга та коханки Джиммі, яка відкриває з ним юридичну фірму[5][6].
- Патрік Фабіан у ролі Говарда Гемліна, партнера Чака в «Гемлін, Гемлін і Мак-Ґгілл» (HHM) та головного суперника Джиммі.
- Майкл Мендо в ролі Начо Варґа, члена наркосиндикату Саламанка, який таємно працює з Майком, щоб усунути Гектора.
- Джанкарло Еспозіто в ролі Гуса Фрінга, дистриб'ютора метамфетаміну, який використовує свою мережу ресторанів швидкого харчування «Los Pollos Hermanos» як прикриття.
- Майкл Маккін у ролі Чака Макгілла, старшого брата Джиммі, який нібито страждає на електромагнітну надчутливість, що змушує його уникати електроприладів.

### Другорядний склад
- Марк Марголіс у ролі Гектора Саламанки, дядька Туко та лідера наркокартеля Саламанка.
- Джеремайя Бітсуї в ролі Віктора, наближеного Гуса, аналогічна роль з «Пуститися берега».
- Керрі Кондон у ролі Стейсі Ермантраут, овдовілої невістки Майка і матері Кайлі Ермантраут.
- Тіна Паркер у ролі Франческі Лідді, секретарки Сола, що повторює роль з «Пуститися берега».
- Омар Маскаті в ролі Омара, помічника Джиммі в Davis & Main.
- Вінсент Фуентес у ролі Артуро, спільника Гектора Саламанки.
- Рекс Лінн у ролі Кевіна Вочтелла, голови банку та трасту Mesa Verde Bank and Trust, та клієнта HHM та Кім.
- Кара Піфко у ролі Пейдж Новік, старшого радника для Mesa Verde Bank and Trust, та подруги Кім.
- Енн Кьюсак у ролі Ребекки Буа, колишньої дружини Чака.
- Тамара Тюні у ролі Аніти, члена групи підтримки.
- Мануель Уріса у ролі Хіменеса Лекерди, спільника Гектора Саламанки.
- Джош Фадем у ролі оператора, кіностудента, який допомагає Джиммі знімати різні проекти.
- Хейлі Холмс у ролі актриси, кіностудентки, яка допомагає Джиммі в різних проектах.
- Брендон До. Хемптон у ролі Ернесто, помічника Чака, який працює на HHM.
- Джин Еффрон у ролі Айрін, літньої клієнтки Джиммі Макгілла.
- Джо ДеРоса в ролі доктора Кальдери, ветеринара, який служить зв'язковим Майка Ермантраута зі злочинним світом.
- Хуан Карлос Канту в ролі Мануеля Варґа, батька Начо, який є власником майстерні з оббивки сидінь автомобілів.

### Запрошені зірки
- Макс Арсіньєга в ролі Домінго «Крейзі-8» Моліни, повторює роль із серіалу «Пуститися берега».
- Рей Кемпбелл у ролі Тайруса, повторює роль з «Пуститися берега».
- Лора Фрейзер у ролі Лідії Родарт-Куейл, повторює роль з «Пуститися берега».
- Лавелл Кроуфорд у ролі Х'юелла Бабіно, повторює роль з «Пуститися берега».
- Стівен Бауер у ролі Дона Еладіо Вуенте, що повторює роль з «Пуститися берега».
- Кімберлі Хеберт Грегорі у ролі Кіри Хей, заступника окружного прокурора.
- Брендан Фер у ролі Бауера, військового капітана.
- Джон Гетц у ролі голови, адвоката та члена Асоціації адвокатів Нью-Мексико.
- Мел Родрігес у ролі Марко Пастернака, друга Джиммі з Сісеро, Іллінойс.
- Клеа Дюваль у ролі доктора Лари Крус, лікаря Чака.
- Хав'єр Граеда в ролі Хуана Болса, високопоставленого члена наркокартеля Хуарес, до якого входять Саламанки та Гус Фрінг. Повторює роль з «Пуститися берега».
- Марк Прокш у ролі Деніела «Прайса» Вормолда, продавця фармацевтичних препаратів та дрібного наркодилера.
- Джессі Енніс у ролі Ерін Брілл, співробітниці у «Davis & Main».

## Епізоди
| № загальний | № в сезоні | Назва                             | Режисер        | Автор сценарію              | Дата прем'єри  | Глядачі в США (млн) |
| --- | ---------- | --------------------------------- | -------------- | --------------------------- | -------------- | ------------------- |
| 21 | 1          | «Мейбл» «Mabel»                   | Вінс Ґілліґан  | Вінс Ґілліґан та Пітер Ґулд | 10 квітня 2017 | 1,81                |
| В теперішньому часі Джин обідає, сидячи на верхньому поверсі молла, і бачить, як злодюжка намагається сховатися від охорони у фотобудці. Він вказує на злодюжку охороні, але коли вони забирають злодія, він кричить йому слідом: «Нічого не кажи, вимагай адвоката!». Потім Джиммі повертається до роботи, але не встигає подати замовлення, як несподівано втрачає свідомість і падає на підлогу. У 2002 році Джиммі допомагає Чаку прибрати фольгу зі стін і за фольгою знаходить книгу, яку вони читали разом у юності; Чак перериває ностальгійний настрій і нагадує, що дії Джиммі не будуть забуті та прощені. Капітан ВПС США Бауер зустрічається з Джиммі, обурюється його брехнею про підробленого ветерана війни Фаджі і загрожує Джиммі наслідками, якщо той не прибере реклами. Тим часом Кім починає відчувати занепокоєння під час своєї власної юридичної фірми, при цьому зберігаючи таємницю шахрайства Джиммі. Чак демонструє визнання Джиммі Гемліну, який попереджає його, що запис не має жодної юридичної чи суспільної цінності. Пізніше Чак влаштовує так, що Ернесто «випадково» чує ключову частину зізнання. Майк намагається з'ясувати, як його відстежили, перешкодивши вбити Гектора; він розбирає свою машину у місцевого механіка та знаходить GPS-трекер у кришці бензобака. Отримавши ідентичний пристрій стеження від Кальдери, він підміняє трекер на інший, розряджає батарейку пристрою і чекає. Зрештою, хтось прибуває для заміни трекера; Майк одягається, озброюється і починає переслідування. |            |                                   |                |                             |                |                     |
| 22 | 2          | «Свідок» «Witness»                | Вінс Ґілліґан  | Томас Шнауц                 | 17 квітня 2017 | 1,46                |
| Пізнього вечора Чак перевіряє двері свого будинку, де він перебуває з приватним детективом. Тим часом Майк слідує за трекером до закладу «Los Pollos Hermanos», куди приїжджає кур'єр. Наступного дня Джиммі та Кім співбесідують кандидата на роль асистента. Майк викликає Джиммі і просить його простежити за чоловіком, який має прийти до «Los Pollos Hermanos». Джиммі не помічає нічого незвичайного і звітує Майку, а в цей час Гус спостерігає за ними, залишаючись непоміченим. Відстежуючи трекер, Майк бачить, як Віктор під'їжджає до задньої частини ресторану та одразу їде. Прямуючи за трекером, Майк знаходить стільниковий телефон, що лежить на кришці від бензобака посеред дороги, і відповідає на дзвінок по ньому. Ернесто приїжджає до «Векслер і Мак-Ґілл», але вирішує не входити і натомість поговорити з Кім на стоянці. Кім передає їхню розмову Джиммі, попередньо назвавши його своїм клієнтом, і пояснює йому, що запис не становить для нього жодної юридичної загрози. Джиммі пригнічує свої почуття гніву та зради перед Кім, але потім вривається в будинок Чака, знаходить і знищує стрічку — свідками цього стають Гемлін і приватний детектив. |            |                                   |                |                             |                |                     |
| 23 | 3          | «Непоправні витрати» «Sunk Costs» | Джон Шибан     | Дженніфер Гатчинсон         | 24 квітня 2017 | 1,52                |
| Гус переконує Майка, що вбивство Гектора Саламанки спричинить великі проблеми з картелем; вони сходяться на тому, що Майк приверне до Гектора увагу поліції. Майк зустрічається з Баррі Гудманом і отримує пакет кокаїну. Джиммі заарештований, і перед суддею він вирішує представляти себе сам, незважаючи на те, що Кім намагається допомогти; вину він не визнає і виходить під заставу. Пізніше Джиммі пояснює, що не хоче відволікати Кім від справи Меса Верде. Обвинувач у справі Джиммі зустрічається з Чаком і повідомляє, що не дасть Джиммі легко вийти зі справи, але Чак вважає за краще «знайти рішення, яке влаштує всіх». Тим часом Майк використовує кокаїн і пару кросівок для того, щоб забруднити наркотиком машину доставки Гектору. На кордоні машину затримують, людей Гектора заарештовують. Увечері за цигаркою Джиммі повідомляє Кім, що він має підписати визнання, щоб уникнути в'язниці, і це, швидше за все, коштуватиме йому адвокатську ліцензію. Кім переконує його прийняти її допомогу у захисті у справі. |            |                                   |                |                             |                |                     |
| 24 | 4          | «Сабросіто» «Sabrosito»           | Томас Шнауц    | Джонатан Глатцер            | 1 травня 2017  | 1,56                |
| Флешбек: Гектор Саламанка зустрічається з доном Еладіо в його будинку і передає йому прибуток від бізнесу, але тут же з'являється Хуан Болса, який передає значно більшу суму від Густаво Фрінга — Гектор принижений, Еладіо глузує з нього. В теперішньому часі Гектор зі своїми людьми з'являється в закладі «Los Pollos Hermanos» — він тисне на Гуса в спробі скористатися його вантажівками для свого наркотрафіку. Гус надсилає Майку гроші, але той відмовляється їх брати; Пізніше Гус зустрічається з Майком, щоб обговорити це, Гус каже, що зупинив Майка від пострілу в Гектора тому що «куля в цю голову це надто гуманно». Тим часом, Джиммі наймає Майка як підставного слюсаря, який лагодить двері в квартирі Чака і робить безліч фотографій обстановки. Джиммі та Кім, Чак та Гемлін зустрічаються, щоб запевнити визнання Джиммі. Після цього Кім розмовляє з Чаком та Гемліном і з'ясовує, що є друга копія запису, яку Чак збирається представити на дисциплінарному слуханні Джиммі. |            |                                   |                |                             |                |                     |
| 25 | 5          | «Махінація» «Chicanery»           | Деніел Сакхайм | Гордон Сміт                 | 8 травня 2017  | 1,76                |
| У минулому Чак запрошує Ребекку на вечерю і вигадує брехню про те, що в будинку немає світла, тому що компанія переплутала його з боржником. Але в кінці вечері Ребека відповідає на дзвінок по стільниковому телефону, Чак не витримує і вибиває телефон з її рук. Він не хоче пояснити їй реальну причину і не дає це зробити Джиммі. Наразі обидві сторони перебувають на слуханнях, де Джиммі можуть позбавити адвокатську ліцензію. Під час опитування Гемліна Кім виводить його на те, що Джиммі не отримав місця адвоката через Чака. Коли магнітофонний запис програють перед суддями, видно, що справи Джиммі йдуть погано. У зал суду входить Ребекка, на превеликий подив Чака, але він вважає, що це зроблено для того, щоб вивести його з рівноваги. Джиммі веде перехресне опитування Чака, розпитує про ситуацію, в якій зроблено запис, про Ребекку, і про хворобу Чака. Більшу частину часу Чак зберігає спокій, але потім Джиммі демонструє, що природа хвороби Чака не фізична, а психологічна: у кишені піджака Чака лежав акумулятор від мобільного телефону, підкинутий йому під час короткої зустрічі з Хьюеллом. Це відкриття призводить до того, що Чак виходить із себе і видає шалену промову про те, яким розчаруванням був Джиммі і що він не повинен бути адвокатом. |            |                                   |                |                             |                |                     |
| 26 | 6          | «Фальшивка» «Off Brand»           | Кіт Гордон     | Енн Черкіс                  | 15 травня 2017 | 1,72                |
| За наказом Гектора, Начо б'є одного з дилерів («Крейзі-8»), який повернувся з недостатньою виручкою. В результаті рішення комісії Джиммі заборонено займатися адвокатською практикою протягом року. Вони з Кім святкують перемогу, коли до них приходить занепокоєна Ребека і просить допомоги з Чаком, який зачинився у своєму домі; Джиммі відмовляється допомогти і навіть відмовляється називати його братом. Гемліну вдається достукатися до Чака, за пляшкою дорогого віскі Гемлін радить забути Чаку про Джиммі і дивитися в майбутнє, Чак погоджується з цим. Пізніше Чак вибирається з дому і блукає вулицями, знаходить телефон і намагається додзвонитися до лікаря Круз, яка діагностувала його стан. На виконання домовленості з Гектором, люди Гуса передають частину переправленого наркотику Начо, але він наполягає на тому, щоб забрати на один пакет більше, ніж належить; Гус відповідає на дзвінок своєї людини та наказує віддати зайвий пакет; сам він у цей час разом з Лідією оглядає будівлю пральні, виставлену на продаж. Начо повертається з наркотиками до Гектора, який хоче створити свій маршрут перевезення наркотиків на основі підприємства з пошиття чохлів, яким керує отець Начо. У цей момент приходять новини про те, що Туко у в'язниці затіяв бійку, за що йому загрожує новий термін і Гектора накриває панічна атака; Начо краде одну з пігулок Гектора. Джиммі стикається з проблемою нестачі грошей; у нього залишається кілька показів реклами на ТБ; перші покази він використовує під новий ролик, що пропонує стати «зіркою ефіру»; в цьому ролику Джиммі змінює вигляд і представляється як Сол Гудман. |            |                                   |                |                             |                |                     |
| 27 | 7          | «Затрати» «Expenses»              | Томас Шнауц    | Томас Шнауц                 | 22 травня 2017 | 1,65                |
| Джиммі відбуває обов'язкові громадські роботи і одночасно намагається продати ефірний час, що залишився на ТБ, під рекламу. Йому вдається отримати кількох клієнтів, але не вдається продати весь час показу відразу. Тим часом Начо знову з'являється перед Прайсом: йому потрібні порожні капсули від пігулок, щоб підмінити ліки Гектора. Прайс намагається залучити Майка як охоронець для зустрічі з Начо. У Меса Верді Кім розповідає про свої сумніви з приводу слухань, на яких вона знищила репутацію Чака. Вона також заводить розмову про це за вечерею з Джиммі, кажучи, що можливо був інший шлях, але Джиммі вважає, що все, що трапилося з Чаком, — це провина самого Чака. На прохання Стейсі, Майк займається влаштуванням дитячого майданчика, у цьому йому допомагає група підтримки, яку відвідує Стейсі; У цій групі Майк зближується з жінкою на ім'я Аніта, чоловік якої загадково зник у поході в гори, вона так і не дізналася, що з ним трапилося. Майк зворушений її історією, він дзвонить Прайсу і приймає пропозицію про роботу. Вони зустрічаються з Начо, і Начо пояснює Майку причини: він хоче підлаштувати смерть Гектора, щоб убезпечити свого батька; Майк радить після смерті Гектора підмінити ліки назад, щоб не було зайвих підозр. Після цього Майк каже, що йому потрібне дещо від Начо. Джиммі відвідує офіс страхової компанії; агент відмовляє йому у поверненні невикористаних коштів; крім того, після судової заборони страхова премія буде збільшена на 150 %. Джиммі втрачає самовладання і плаче перед агентом, скаржачись на долю; він також «випадково» згадує хворобу свого брата, агент робить собі позначки про це. |            |                                   |                |                             |                |                     |
| 28 | 8          | «Сповзання» «Slip»                | Адам Бернштейн | Хезер Меріон                | 5 червня 2017  | 1,63                |
| Флешбек: Джиммі та Марко дістають монети із занедбаного магазину Мак-Ґіллів, щоб використовувати їх для чергової афери. Джиммі дорікає Марку за те, що той вихваляє люб'язність його батька замість того, щоб ганьбити за надмірну чесність. У теперішньому часі Чак консультується з доктором Круз і зізнається, що події, що відбулися на дисциплінарному судовому засіданні, показали, що його електромагнітна надчутливість може мати психічний (а не фізичний) характер. Лікар Круз погоджується допомогти Чаку. Останній знаходить у собі сили самостійно дійти магазину і закупити продукти. Однак біля будинку його зустрічає Говард і повідомляє про наявність проблем з його страхуванням професійної відповідальності (malpractice insurance). Клієнти Джиммі з магазину гітар підозрюють про його справжні мотиви та відмовляються платити. Джиммі розігрує сцену з послизом на барабанній паличці. Внаслідок падіння він ушкоджує собі спину. Під час обіду партнери Кім із Меса-Верде пропонують їй попрацювати з новим клієнтом. Кім робить спробу повернути Говарду гроші, сплачені фірмою за її навчання у школі права. Говард відмовляється від грошей і звинувачує її в зраді фірми, на що Кім парирує тим, що Говарду не варто приховувати від усіх хвороб Чака. В офісі Кім зустрічає Джиммі, у якого з'явилися гроші на оплату оренди, що говорить про успішність його афери у гітарному магазині. Незважаючи на запевнення Джиммі, Кім сумнівається в тому, що він справді здатний заплатити і вирішує взяти ще одного клієнта. Під час виконання обов'язкових громадських робіт Джиммі вдається заробити 700 доларів, погрозами переконавши наглядача відпустити з робіт наркоторговця, щоб той побачився зі своєю хворою дитиною. Начо пускає в хід план усунення Гектора Саламанки, успішно замінюючи його таблетки для серця іншими, що містять ібупрофен. На підставі інформації, отриманої від Начо, Майк знаходить тіло «доброго самаритянина», якого в 9-му епізоді 2 сезону усунув Гектор, і повідомляє про знахідку в поліцію. Пізніше тієї ж ночі Майк приходить до Гуса з проханням допомогти відмити 200 000 доларів, що залишилися від пограбування Саламанки, щоб вони дісталися сім'ї Майка. Гус погоджується, попередивши Майка, що це може бути нелегко, після чого обидва тиснуть руки. |            |                                   |                |                             |                |                     |
| 29 | 9          | «Падіння» «Fall»                  | Мінкі Спіро    | Гордон Сміт                 | 12 червня 2017 | 1,47                |
| Джиммі розмовляє з Айрін, представником групи людей похилого віку, яких обрахувала «Сендпайпер Кроссінг» (Sandpiper Crossing); він розпитує про справу SC, і дізнається, що Айрін вже запропонували врегулювання угоди, яка, якщо D&M та HHM погодяться, забезпечить Джиммі понад мільйон доларів як його внесок у створення справи. Джиммі намагається переконати Говарда прийняти пропозицію, але Говард розуміє справжні мотиви Джиммі та відмовляється. Тим часом Говард і Чак зустрічаються зі своїм агентством страхування професійної відповідальності, яке пропонує або суттєво підвищити виплати, або постійно контролювати Чака. Чак відмовляється вести переговори і натомість вирішує позиватися до страхової компанії. Це виявляється останньою краплею для Говарда, який заявляє, що Чак має піти у відставку, оскільки його рішення більше не можна довіряти. Чак нагадує Говарду, що його частка в HHM більше 8 мільйонів доларів і фірма зараз не має таких грошей. За рекомендацією Гуса та за допомогою Лідії Майк оформляється в компанію Мадрігал як «консультант з безпеки» для того, щоб «відмити» свої гроші. Кім бере на себе «Gatwood Oil» як другий клієнт і дізнається, що справу потрібно вирішити вкрай терміново. Начо зізнається своєму батькові, що він працює на Гектора Саламанка і просить його підкоритись Гектору. Розлючений, батько просить Начо покинути свій будинок. Джиммі маніпулює пацієнтами SC, налаштовуючи їх проти Айрін з метою переконати її прийняти пропозицію SC, і йому це вдається. Джиммі повертається в офіс, щоб повідомити хороші новини Кім, але вона надто зайнята підготовкою до важливої зустрічі з «Gatwood Oil» і поспіхом їде. Через перевтому Кім втрачає контроль над машиною, і вилетівши з шосе, врізається у придорожні валуни. |            |                                   |                |                             |                |                     |
| 30 | 10         | «Ліхтар» «Lantern»                | Пітер Ґулд     | Дженніфер Гатчинсон         | 19 червня 2017 | 1,85                |
| Флешбек: вночі в наметі при світлі газового ліхтаря молодий Чак читає книгу молодому Джиммі. Наразі у Кім внаслідок ДТП пошкоджено праву руку, і вона тимчасово припиняє ведення юридичної практики. Джиммі, відчуваючи свою відповідальність за те, що сталося з Кім, погоджується відмовитися від оренди приміщення і перенести офіс у будинок Кім, щоб знизити витрати. Говард змушує Чака залишити HHM, виплативши йому компенсацію із власних коштів. Гектор у магазині батька Начо намагається підкупити його, щоб забезпечити лояльність. Батько, що піддався вмовлянням Начо, неохоче приймає гроші, проте Гектор, як і раніше, ставиться до нього з підозрою. Не маючи іншого вибору, Начо має намір усунути Гектора, проте йому заважає зустріч між Гектором, Гусом та Болсою. Болса нагадує Гектору, що рішення про контрабанду наркотиків Гусом ухвалено Доном Еладіо. Це розлючує Гектора і провокує серцевий напад, що призводить до його госпіталізації. У метушні Начо вдається підмінити таблетки Гектора, при цьому Гус дивиться на нього з підозрою. Тим часом коли Джиммі намагається налагодити стосунки з братом, останній заявляє, що той для нього нічого не означає. Потім Джиммі намагається повернути Айрін її друзів, але ті продовжують ставитись до неї з підозрою. У результаті Джиммі йде на публічне розкриття своєї схеми, що реабілітує Айрін, але скасовує угоду щодо SC. Після того, як Чак порвав із Джиммі, симптоми його хвороби починають посилюватися. Він вимикає всі електричні прилади у будинку. У спробі знайти невідключений прилад, який, згідно зі свідченнями лічильника, все ще використовує електроенергію, Чак громить стіни та меблі. У результаті сидячи в розгромленому будинку Чак навмисно скидає зі столу газовий ліхтар, що призводить до пожежі. Чак залишається усередині. |            |                                   |                |                             |                |                     |

## Talking Saul
«Talking Saul» — афтер-шоу Кріса Хардвіка, в якому гості обговорюють епізоди «Краще подзвоніть Солу». Ці епізоди обговорюють прем'єрний та фінальний епізоди третього сезону «Краще подзвоніть Солу».
| № серії (загалом) | № серії (в сезоні) | Обговорюваний епізод | Гості                                                  | Оригінальна дата показу | Глядачів в США (млн) |
| ----------------- | ------------------ | -------------------- | ------------------------------------------------------ | ----------------------- | -------------------- |
| 3                 | 1                  | «Мейбл»              | Вінс Ґілліґан, Пітер Ґулд, Джонатан Бенкс і Рей Сігорн | 10 квітня 2017          | 0,545                |
| 4                 | 2                  | «Ліхтар»             | Пітер Ґулд, Патрік Фабіан и Майкл Мендо; Майкл Маккін  | 19 червня 2017          | 0,589                |

## Реакція
Третій сезон «Краще подзвоніть Солу», як і попередні два, отримав похвалу від критиків, особливо за акторську гру Майкла Маккіна в ролі Чака і за розвиток персонажа Джиммі Мак-Ґілла. На сайті Rotten Tomatoes у третього сезону рейтинг 97 % на основі 39 відгуків, із середнім рейтингом 8,78/10. Критичний консенсус сайту свідчить: «Краще подзвоніть Солу» не виявляє жодних ознак ковзання в третьому сезоні, оскільки введення більш знайомих осіб викликає неминучу трансформацію головного героя шоу, щоб набрати захоплюючу швидкість. На сайті Metacritic третій сезон має рейтинг 87 зі 100, на основі 18 відгуків, що вказує на «загальне визнання».
Террі Шварц з IGN оцінив третій сезон на 9,1/10, похваливши розвиток персонажа Джиммі, сказавши: «Краще подзвоніть Солу» був краще, ніж будь-коли в третьому сезоні. Верн Гей з « Newsday» дав сезону оцінку «A+» і написав: «Грунтуючись на перших двох епізодах, „Сол“ доводить, що він може бути навіть кращим, ніж „Пуститися берега“».

### Нагороди
| Церемонія                                     | Категорія                                                                 | Номінанти                                                                                           | Результат |
| --------------------------------------------- | ------------------------------------------------------------------------- | --------------------------------------------------------------------------------------------------- | --------- |
| 69-а церемонія творчої премії «Еммі»          | Найкраща добірка музики                                                   | Томас Голубич («Непоправні витрати»)                                                                | Номінація |
| 69-а церемонія творчої премії «Еммі»          | Найкращий монтаж однокамерного драматичного серіала                       | Скип Макдональд («Махінація»)                                                                       | Номінація |
| 69-а церемонія творчої премії «Еммі»          | Найкращий монтаж однокамерного драматичного серіала                       | Келлі Діксон та Скіп Макдональд («Свідок»)                                                          | Номінація |
| 69-а церемонія творчої премії «Еммі»          | Найкращій звук у комедійному або драматичному серіалі (одна година)       | Філліп В. Палмер, Ларрі Бенджамін, Кевін Валентайн («Свідок»)                                       | Номінація |
| 69-а церемонія премії «Еммі»                  | Найкращий драматичний телесеріал                                          | «Краще подзвоніть Солу»                                                                             | Номінація |
| 69-а церемонія премії «Еммі»                  | Найкраща чоловіча роль у драматичному серіалі                             | Боб Оденкерк                                                                                        | Номінація |
| 69-а церемонія премії «Еммі»                  | Найкраща роль другого плану в драматичному серіалі                        | Джонатан Бенкс                                                                                      | Номінація |
| 69-а церемонія премії «Еммі»                  | Найкраща режисура драматичного телесеріала                                | Вінс Ґілліґан («Свідок»)                                                                            | Номінація |
| 69-а церемонія премії «Еммі»                  | Найкращий сценарій драматичного серіала                                   | Гордон Сміт («Махінація»)                                                                           | Номінація |
| 75-а церемонія премії «Золотий глобус»        | Найкраща чоловіча роль у драматичному телесеріалі                         | Боб Оденкерк                                                                                        | Номінація |
| Премія Гільдії кіноакторів США (2018)         | Найкраща чоловіча роль в драматичному серіалі                             | Боб Оденкерк                                                                                        | Номінація |
| 70-а церемонія премії Гільдії сценаристів США | Драматичний серіал                                                        | «Краще подзвоніть Солу»                                                                             | Номінація |
| 70-а церемонія премії Гільдії сценаристів США | Епізод драматичного серіала                                               | Гордон Сміт («Махінація»)                                                                           | Перемога  |
| 70-а церемонія премії Гільдії сценаристів США | Епізод драматичного серіала                                               | Хезер Меріон («Падіння»)                                                                            | Номінація |
| 22-а церемонія премії «Супутник»]]            | Найкраща чоловіча роль другого плану в серіалі, мінісеріалі чи телефільмі | Майкл Маккін                                                                                        | Перемога  |
| 54-я церемонія премії Спілки кінозвука        | Видатні досягнення у звуці для телебачення — одна година                  | Філліп В. Палмер, Ларрі Б. Бенджамін, Кевін Валентайн, Метт Ховланд і Девід Майкл Торрес («Ліхтар») | Номінація |
| 44-а церемонія премії «Сатурн»                | Найкращий телесеріал в жанрах: екшн, трилер                               | «Краще подзвоніть Солу»                                                                             | Перемога  |
| 44-а церемонія премії «Сатурн»                | Найкраща чоловіча роль другого плану                                      | Майкл Маккін                                                                                        | Перемога  |
| 44-а церемонія премії «Сатурн»                | Найкраща жіноча роль другого плану                                        | Рей Сігорн                                                                                          | Перемога  |

## Значущість

### Доля Чака

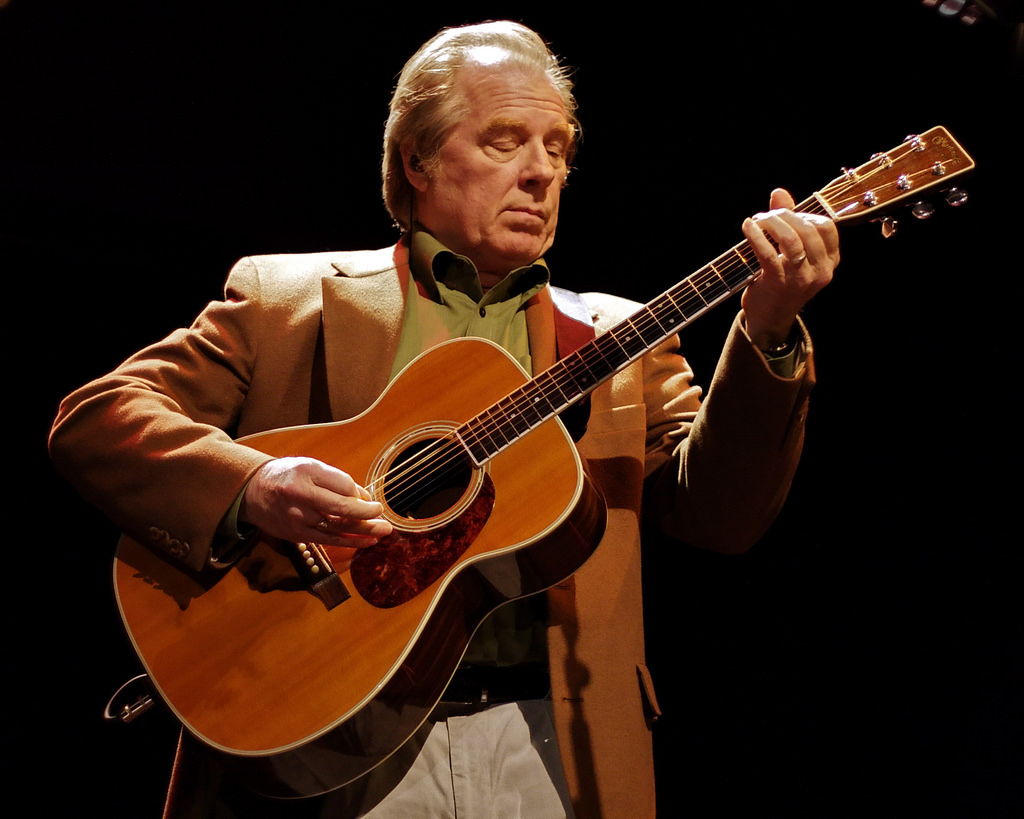
Майкл Маккін грає Чака Мак-Ґілла.

Джиммі намагається помиритися з Чаком у фінальному епізоді третього сезону, «Ліхтар», але Чак байдуже розриває зв'язки з Джиммі, кажучи йому, що «він ніколи не мав такого великого значення для нього». Після того, як він змусив Джиммі піти, у Чака починають знову з'являтися симптоми електромагнітної надчутливості, і він стає одержимим відключенням всіх електронних пристроїв у своєму будинку настільки, що він розриває стіни, щоб прибрати проводку. Зрештою він досягає критичної точки та перекидає газовий ліхтар, через що спалахує будинок, поки він все ще всередині будинку. Після цієї сцени було багато припущень про те, що сталося з Чаком після того, як почалася пожежа. Шоуранер Пітер Ґулд сказав: «Я не хочу визначати нічого більше, ніж те, що є на екрані». Майкл Маккін, який виконував роль Чака, сказав у розмові з «Vulture»: «Пітер [Ґулд] та Вінс [Ґілліґан] подзвонили мені на мобільник. Я сказав: „Якщо це дзвінок про смерть, я зупиню машину“. Саме це я і зробив. Я заїхав на стоянку біля книгарні та передзвонив їм, і вони розповіли мені, що вони задумали. Вони сказали мені, що сміялися з моїх слів, але їм довелося сказати це». Коли його запитали, чи його персонаж помер, Маккін сказав: «Так. Я знаю, що вони хочуть повернути мене для деяких сцен-флешбеків у майбутньому сезоні, але це ніби до справи не стосується».